# Loki Schmidtová
Loki Schmidtová (vlastním jménem Hannelore Schmidtová, rodným jménem Hannelore Glaser; 3. březen 1919, Hamburk – 21. říjen 2010, tamtéž) byla německá učitelka, botanička a ochránkyně přírody, žena bývalého německého kancléře Helmuta Schmidta (1918–2015).

## Život
Narodila se úředně jako Hannelore Glaserová, přezdívku Loki si až následně zvolila v dětství údajně sama. S Helmutem Schmidtem, svým budoucím mužem, se seznámila teprve o Velikonocích roku 1929 při zápisu na gymnázium, které společně posléze navštěvovali, i když vyrůstali ve stejné městské části, v Barmbeku. V témže roce byla dokonce pozvána na oslavu jeho desátých narozenin, Helmutovi od počátku imponovala svojí otevřeností, zájmem o rostliny a schopností prosadit se. Aby se za něho mohla dne 1. července 1942 církevně provdat, musela přijmout protestantskou víru. Dne 26. června 1944 se jim narodil syn Moritz, který byl avšak postižen a navíc stižen zánětem mozkových blan; zemřel po osmi měsících v únoru roku 1945. O dva roky později se jim narodila dcera Susanne.
V polovině 70. let 20. století se začala veřejně zasazovat o ochranu ohrožených rostlin. V roce 1976 bylo v Hamburku zřízeno kuratorium, které bylo o tři roky později převedeno na nově vznikající Nadaci Loki Schmidtové (německy Loki-Schmidt Stiftung), jejímž cílem je právě ochrana přírody a také každoroční udílení německé ceny Rostlina roku (německy Blume des Jahres). V roce 1985 sama objevila v Mexiku rostlinu, po níž byla také pojmenována (Pitcairnia loki-schmidtiae). Od roku 2012 je po ní pojmenována např. botanická zahrada univerzity v Hamburku (německy Loki-Schmidt-Garten).
Je pochována společně se svým mužem na hřbitově v Ohlsdorfu.

## Galerie

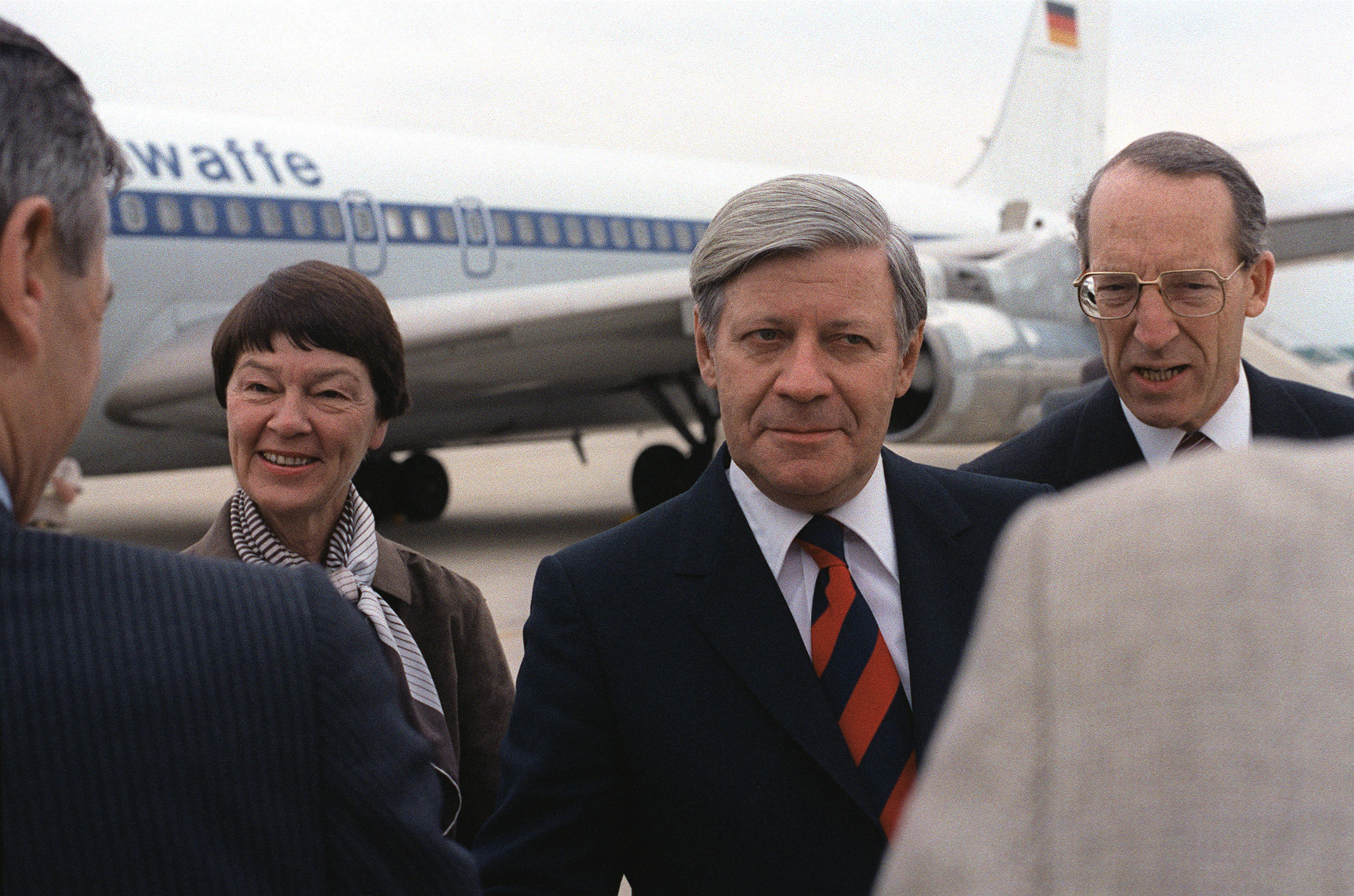
Loki a Helmut Schmidtovi v roce 1981
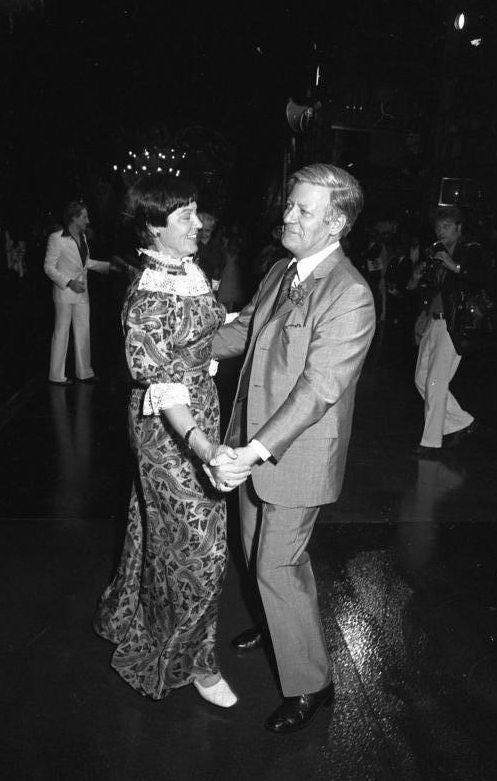
S manželem při společném tanci
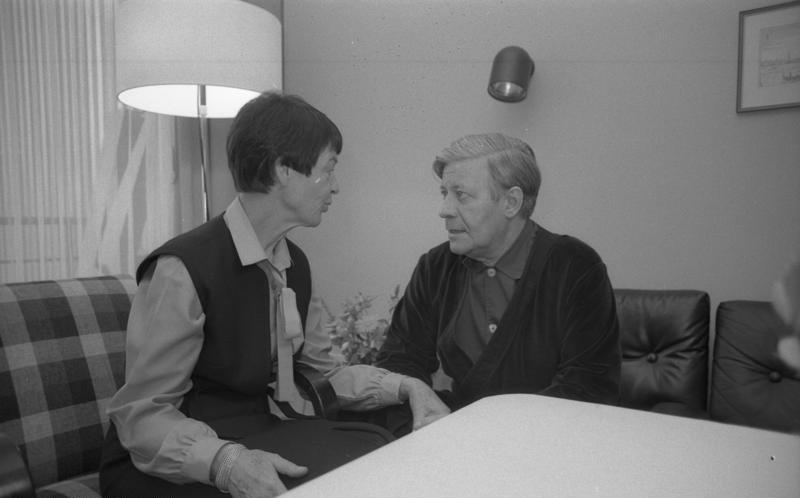
Manželé Schmidtovi
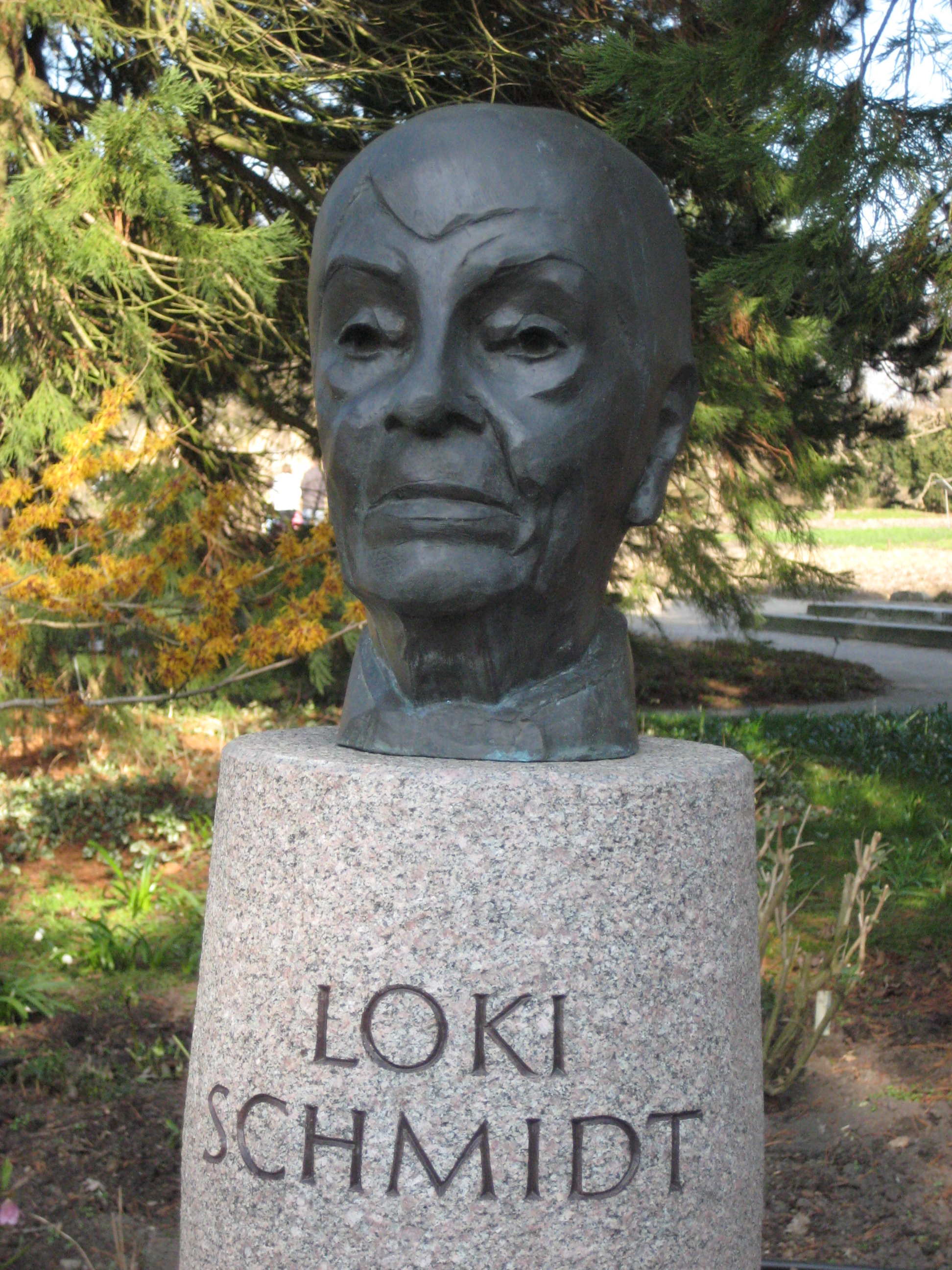
Busta Loki Schmidtové v hamburské botanické zahradě
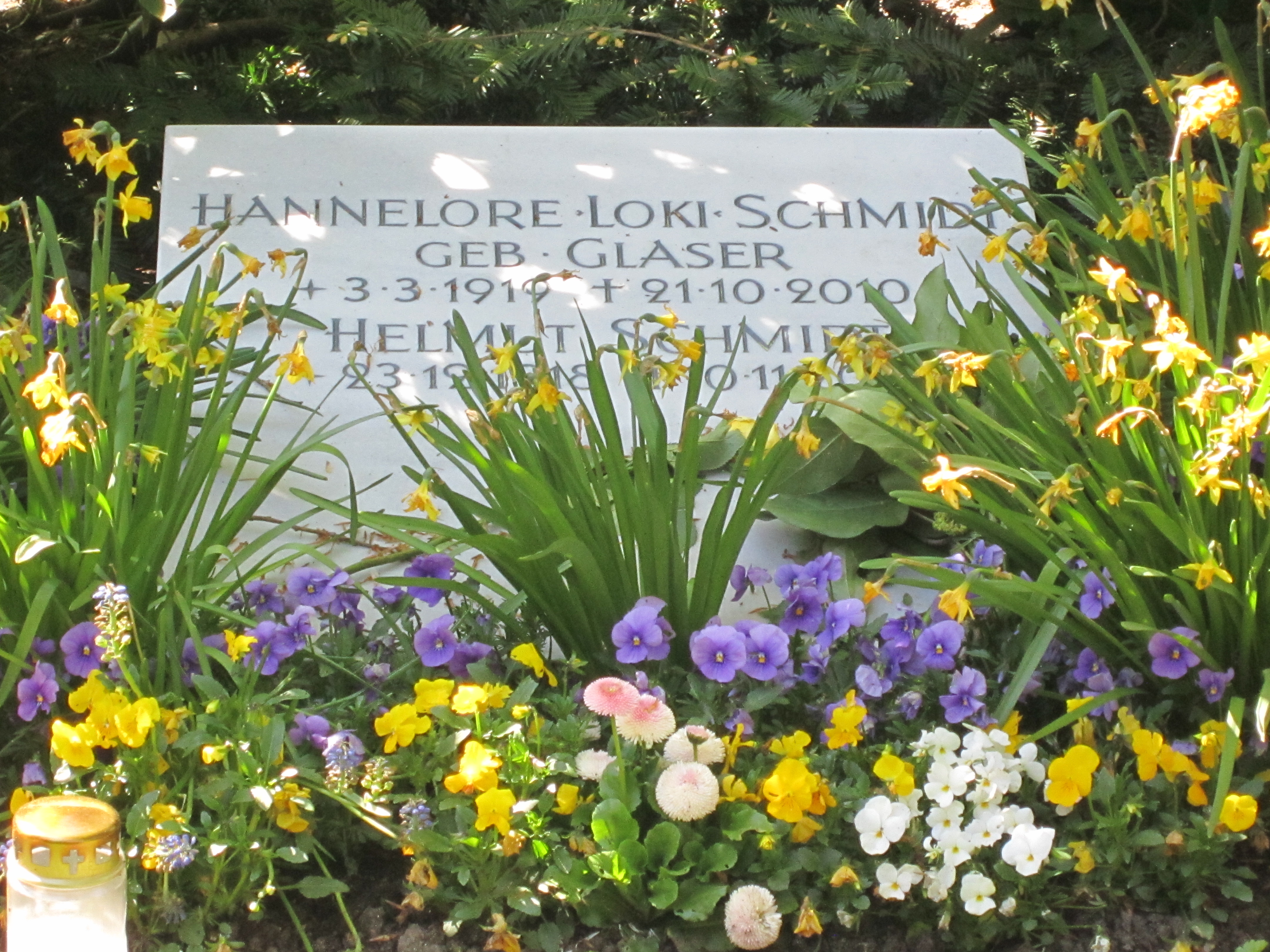
Hrob Loki a helmuta Schmidtových v Ohlsdorfu